# Betty Davis
|  | No s'ha de confondre amb Bette Davis. |

Betty Davis   (Durham, 26 de juliol de 1944 - Homestead, 9 de febrer de 2022)

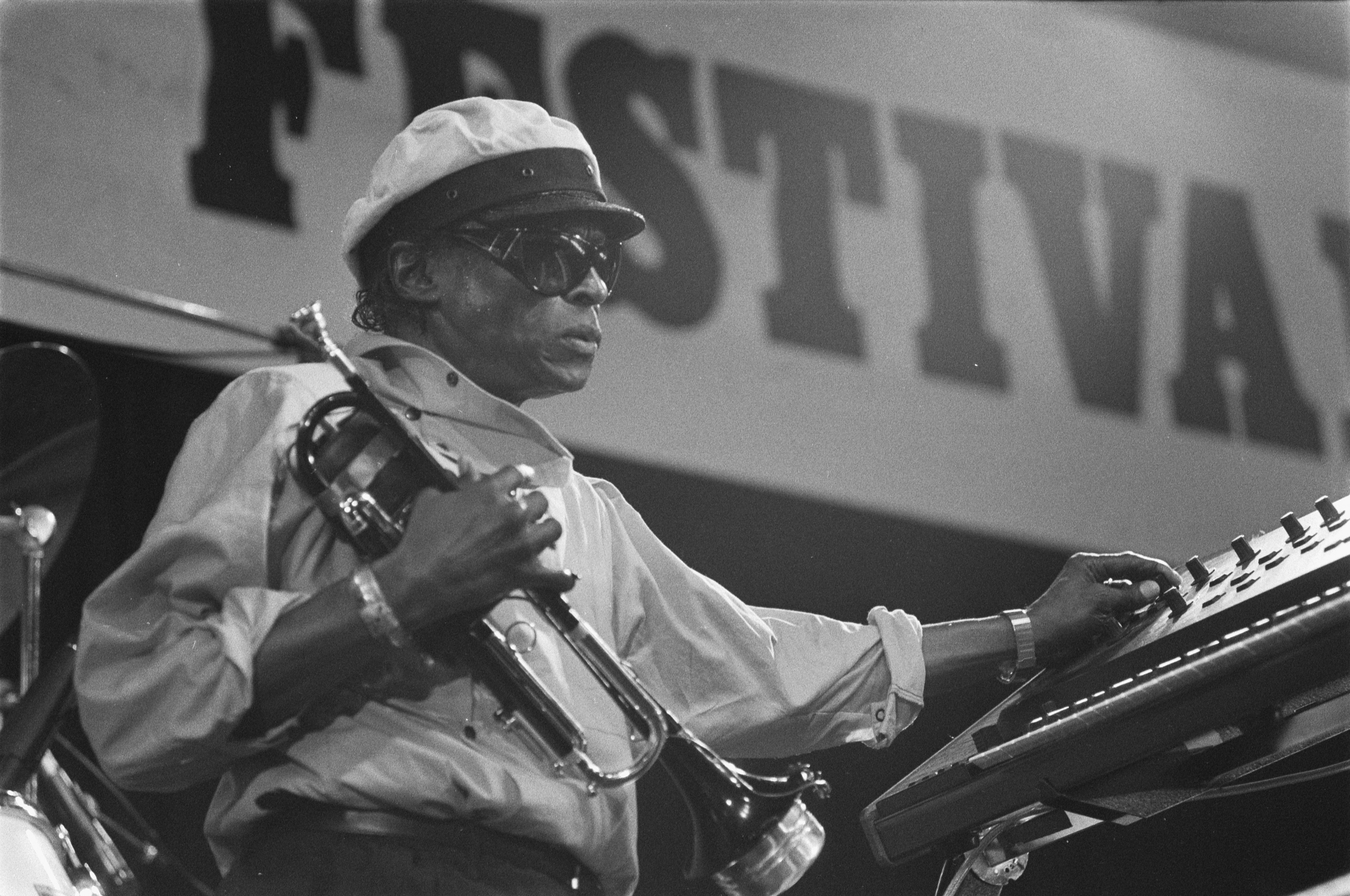
Fotografia de Miles Davis l'any 1984, espòs de Betty.

de soltera Betty Mabry va ser una cantant nord-americana de funk i soul. És recordada per la seva polèmica lletra sexual i el seu estil d'actuació, i per haver estat la segona esposa del músic Miles Davis.

## Biografia
Betty Mabry (més tard Davis) va néixer el 16 de juliol, segons algunes fonts el 1944 i segons altres el 1945. Va créixer a Durham, Carolina del Nord, i als afores de Pittsboro. A la granja de la seva àvia a Reidsville, Carolina del Nord, va escoltar BB King, Jimmy Reed, Elmore James i altres músics de blues. Una de les primeres cançons que va escriure, als 12 anys, es deia I'm Going to Bake That Cake of Love (Vaig a coure aquest pastís d'amor). També a aquesta edat, la seva família es va traslladar a viure a Pittsburgh.

## Carrera
Amb 16 anys, Betty va marxar de Pittsburgh a Nova York i es va inscriure al Fashion Institute of Technology, mentre vivia amb la seva tia. Va absorbir la cultura i la música folk de Greenwich Village de principis dels anys 1960. Va formar part dels assistents habituals del Cellar, un club modern de la ciutat on es reunia gent jove i elegant. Era una multitud multiracial i artística de models, estudiants de disseny, actors i cantants. Al Cellar feia sonar discos i conversava amb la gent. També va treballar com a model i va aparèixer en fotografies a les revistes Seventeen, Ebony i Glamour.
Durant la seva estada a Nova York, va conèixer diversos músics com ara Jimi Hendrix i Sly Stone. Les llavors de la seva carrera musical es van plantar gràcies a la seva amistat amb la cantant de soul Lou Courtney, que va produir el seu primer senzill, The Cellar, amb lletres senzilles i enganxadores.
El single va ser una confitura local per al Celler. No obstant això, el seu primer concert professional no va arribar fins que va escriure Uptown (to Harlem) per als Chambers Brothers. El seu àlbum de 1967 va ser un gran èxit, però Betty Mabry es va centrar en la seva carrera de model. Va tenir èxit com a model, però la feina l'avorria: "no m'agradava fer model perquè no necessitaves cervell per fer-ho, només durarà mentre et vegis bé".
Com a Betty Mabry, va gravar Get Ready For Betty amb I'm Gonna Get My Baby Back el 1964 per al segell DCP International. En algun moment de la mateixa època, també va gravar un duet amb Roy Arlington i sota el nom conjunt "Roy and Betty" va llançar un senzill per al segell Safice titulat I'll Be There.
El 1968, quan encara estava involucrada amb Hugh Masekela, va gravar diverses cançons per a la companyia Columbia Records, amb Masekela fent els arranjaments. Dos d'ells es van publicar com a senzill: Live, Love, Learn i It's My Life. La seva relació amb Miles Davis va començar poc després de la seva ruptura amb Masekela i la primavera de 1969 Betty va tornar als 52nd St. Studios de Columbia per gravar una sèrie de temes de demostració, amb Miles i Teo Macero com a productors. Almenys cinc cançons es van gravar durant aquestes sessions, tres de les quals eren originals de Mabry, dues de les quals eren versions de Cream i Creedence Clearwater Revival. Miles va intentar utilitzar aquestes cançons de demostració per aconseguir un contracte d'àlbum per a Betty, però ni Columbia ni Atlantic estaven interessats i es van arxivar fins al 2016, quan es van publicar a la recopilació The Columbia Years 1968–1969 de Light in the Attic Records, Seattle.
Després del final del seu matrimoni amb Miles, Betty es va traslladar a Londres, probablement al voltant de 1971, per seguir la seva carrera de model. Va escriure música mentre estava al Regne Unit i, després d'aproximadament un any, va tornar als EUA amb la intenció d'enregistrar cançons amb el grup Santana. En canvi, va gravar les seves pròpies cançons amb un grup de músics de funk de la costa oest. Davis va escriure i arranjar totes les seves cançons. El seu primer disc, Betty Davis, va ser llançat el 1973. Va llançar dos àlbums d'estudi més, They Say I'm Different (1974) i el seu debut en segell principal a Island Records Nasty Gal (1975). Cap dels tres àlbums va ser un èxit comercial, però va tenir dos èxits menors a la llista de Billboard R&B : If I'm in Luck I Might Get Piccked Up, que va arribar al núm. 66 el 1973, i Shut Off The Lights, que va arribar al núm. 97 el 1975.
Davis va continuar sent una figura de culte com a cantant, en part a causa de les seves lletres sexuals sense vergonya i el seu estil d'actuació, que van ser controvertits per a l'època. Va tenir èxit a Europa, però als Estats Units se li va prohibir actuar a la televisió a causa del seu personatge escènic sexualment agressiu. Alguns dels seus espectacles van ser boicotejats, i les seves cançons no es van reproduir a la ràdio a causa de la pressió dels grups religiosos i de la NAACP. Carlos Santana va recordar que Betty era "indomable: no podia ser domesticada. Musicalment, filosòficament i físicament, era extrema i atractiva".
Després d'algunes sessions d'enregistrament el 1979, Davis va deixar de fer música i va tornar a Pittsburgh.
Tant Betty Davis (1973) com They Say I'm Different (1974) van ser reeditades per Light in the Attic Records el 2007. El 2009, Light in the Attic Records va reeditar Nasty Gal i el seu quart àlbum d'estudi inèdit gravat el 1976, titulat com Is It Love or Desire? Ambdues reedicions contenien extenses notes i van donar una mica de llum al misteri de per què el seu quart àlbum va ser arxivat pel segell discogràfic i va romandre inèdit durant trenta-tres anys.
El material de les sessions d'enregistrament de 1979 es va utilitzar finalment per a dos àlbums: Crashin' from Passion (1995) i Hangin' Out in Hollywood (1996). Un àlbum de grans èxits, Anti Love: The Best of Betty Davis, es va publicar l'any 2000.
El 2019, Davis va llançar A Little Bit Hot Tonight, la seva primera cançó nova en més de quaranta anys, que va ser interpretada per Danielle Maggio, una etnomusicòloga que era amiga i productora associada, a Betty: They Say I'm Different.

## Vida personal i mort
Com a model l'any 1966, Betty va conèixer per primera vegada el músic de jazz Miles Davis, que era 19 anys més gran que ella. En aquell moment Miles estava separat de la seva primera dona, la ballarina Frances Davis, i estava sortint amb l'actriu Cicely Tyson. Betty va començar a sortir amb Miles a principis de 1968, i es van casar el setembre de 1968. En només un any de matrimoni, va influir en ell molt introduint-lo en les modes i les noves tendències de la música popular de l'època. A la seva autobiografia, Miles va acreditar a Betty per ajudar a plantar les llavors de les seves futures exploracions musicals presentant el trompetista al guitarrista de rock psicodèlic Jimi Hendrix i a l'innovador del funk Sly Stone. L'àlbum de Miles Davis Filles de Kilimanjaro (1968), que inclou un retrat fotogràfic de Betty a la portada, inclou una cançó que porta el seu nom.
A la seva autobiografia, Miles va dir que Betty era "massa jove i salvatge" i la va acusar de tenir una aventura amb Jimi Hendrix, la qual cosa va accelerar el final del seu matrimoni. Betty va negar l'assumpte afirmant: "Estava molt enfadada amb Miles quan va escriure això. Va ser una falta de respecte amb Jimi i per a mi. Miles i jo vam separar-nos a causa del seu temperament violent." Després d'acusar-la d'adulteri, va sol·licitar el divorci el 1969. Miles va dir a la revista Jet en aquell moment que el divorci es va obtenir per un càrrec de "temperament". Va afegir: "no soc el tipus de gat que pugui casar-se". Hendrix i Miles van romandre a prop, planejant gravar, fins a la mort d'Hendrix. La influència d'Hendrix i especialment de Sly Stone en Miles Davis va ser evident a l'àlbum Bitches Brew (1970), que va inaugurar l'era del jazz fusió. Es desconeix l'origen del títol de l'àlbum, però alguns creuen que Miles feia un subtil homenatge a Betty i les seves núvies. De fet, es diu que originalment volia anomenar l'àlbum Witches Brew i que va ser Betty qui el va convèncer per canviar-lo.
Davis va sortir breument amb el músic Eric Clapton, i ella es va negar a col·laborar amb ell.
El 1975, l'amant de Davis, Robert Palmer, la va ajudar a aconseguir un acord amb Island Records. Poc després va llançar el seu àlbum Nasty Gal.
Davis va morir el 9 de febrer de 2022, a casa seva a Homestead, Pennsilvània, per causes naturals als 77 anys.

## Llegat
El 2017 es va estrenar un documental titulat Betty: They Say I'm Different.
La sèrie de televisió animada i d'acció en directe Mike Judge Presents: Tales from the Tour Bus va acabar la seva temporada 2018 amb un episodi centrat en la controvertida carrera de Davis.
La música de Davis ha aparegut en sèries de televisió com aa Orange Is the New Black, Girlboss, Mixed-ish, i High Fidelity.

## Discografia

### Àlbums d'estudi
| Any  | Àlbum                  | Segell                                             | US R&B | AUS | Notes                                               |
| ---- | ---------------------- | -------------------------------------------------- | ------ | --- | --------------------------------------------------- |
| 1973 | Betty Davis            | Just Sunshine Light in the Attic (2007 re-release) |        | -   | Primer àlbum d'estudi, produït per Greg Errico      |
| 1974 | They Say I'm Different | Just Sunshine Light in the Attic (2007 re-release) | 46     | -   | Segon àlbum d'estudi, produït per Betty Davis       |
| 1975 | Nasty Gal              | Island Light in the Attic (2009 re-release)        | 54     | 96  | Tercer àlbum d'estudi, produït per Betty Davis      |
| 2009 | Is It Love or Desire?  | Light in the Attic                                 |        | -   | Quart àlbum; enregistrat el 1976 i publicat el 2009 |

### Singles
| Any   | Títol                                                                     | Segell        | US R&B | Notes                                            |
| ----- | ------------------------------------------------------------------------- | ------------- | ------ | ------------------------------------------------ |
| 1963? | "The Cellar"/"???"                                                        | Independent   |        | Primer Single d'estudi, produït per Lou Courtney |
| 1964  | "Get Ready for Betty" / "I'm Gonna Get My Baby Back"                      | DCP           |        | Segon Single d'estudi, produït per Don Costa     |
| 1968  | "It's My Life" / "Live, Love, Learn"                                      | Columbia      |        | Tercer Single d'estudi, produït per Jerry Fuller |
| 1973  | "If I'm in Luck I Might Get Picked Up" / "Steppin in Her I. Miller Shoes" | Just Sunshine | 66     | Quart Single d'estudi, produït per Gregg Errico  |
| 1973  | "Ooh Yea" / "In the Meantime"                                             | Just Sunshine |        |                                                  |
| 1974  | "Shoo-B-Doop and Cop Him" / "He Was a Big Freak"                          | Just Sunshine |        |                                                  |
| 1974  | "Git in There" /"They Say I'm Different"                                  | Just Sunshine |        |                                                  |
| 1975  | "Shut Off the Lights" / "He Was a Big Freak"                              | Island        | 97     |                                                  |

### Recopilació
| 2016 | The Columbia Years 1968-69 | Light in the Attic | Temes gravats el 1968 – 1969 i publicats el 2016; produït per Miles Davis i Teo Macero |

### No oficials
- Crashin' from Passion (1995) (Razor & Tie) / Hangin' Out in Hollywood (1996) (Charly) - Recopilació de material gravat el 1979 i publicat sense el consentiment de l'artista
- Anti Love: The Best of Betty Davis (2000) (UFoxy) - Recopilació
- This Is It! Anthlogy (2005) (Vampisoul) – Recopilació